# Beiyang (köpinghuvudort i Kina, Zhejiang Sheng, lat 28,62, long 121,11)
Beiyang (kinesiska: 北洋, 北洋镇) är en köpinghuvudort i Kina. Den ligger i provinsen Zhejiang, i den östra delen av landet, omkring 200 kilometer sydost om provinshuvudstaden Hangzhou. Antalet invånare är 22 244. Befolkningen består av 11 300 kvinnor och 10 944 män. Barn under 15 år utgör 14,0 %, vuxna 15-64 år 66 %, och äldre över 65 år 18,0 %.
Runt Beiyang är det tätbefolkat, med 881 invånare per kvadratkilometer. Närmaste större samhälle är Yuanqiao, 15,5 km sydost om Beiyang. I omgivningarna runt Beiyang växer i huvudsak blandskog.
Genomsnittlig årsnederbörd är 2 144 millimeter. Den regnigaste månaden är augusti, med i genomsnitt 395 mm nederbörd, och den torraste är januari, med 73 mm nederbörd.